# توانیشا تری
توانیشا تری (انگلیسی: Twanisha Terry؛ زادهٔ ۲۴ ژانویهٔ ۱۹۹۹) ورزشکار دو و میدانی اهل ایالات متحده آمریکا است.